# Hargreaves Lansdown
Pour les articles homonymes, voir Lansdowne.
Hargreaves Lansdown plc (LSE : HL.) est une entreprise de services financiers basée à Bristol qui propose des fonds, des actions et des produits dérivés via son site internet et la poste à des petits investisseurs au Royaume-Uni. Hargreaves Lansdown est présente à la Bourse de Londres et fait partie de l'indice FTSE 100. 

## Activités
Gestion de fonds communs de placement, pensions d'entreprises, rentes, fonds de capitalisation.

## Histoire
En mars 2020, Hargreaves Lansdown lance une mise en garde contre le risque de coronavirus pour ses fonds à haut rendement , les dividendes des entreprises britanniques étant réduits dans l'incertitude liée aux coronavirus.

## Principaux actionnaires
Au 31 mars 2020. 
| Peter Hargreaves                  | 24,3% |
| Lindsell Train                    | 12,0% |
| Stephen Philip Lansdown           | 8,67% |
| Baillie Gifford & Co.             | 5,04% |
| BlackRock Investment Management   | 3,23% |
| APG Asset Management              | 2,99% |
| Hargreaves Lansdown Stockbrokers. | 2,19% |
| Cantillon Capital Management      | 1,83% |
| The Vanguard Group                | 1,75% |
| Norges Bank Investment Management | 1,47% |